# Actumnus arbutum
Actumnus arbutum is een krabbensoort uit de familie van de Pilumnidae. De wetenschappelijke naam van de soort is voor het eerst geldig gepubliceerd in 1898 door Alcock.